# Louis Bullock
Louis Herbert Bullock Jr, (Washington DC, Estats Units, 20 de maig de 1976), és un jugador de bàsquet professional que milita l'Estudiantes de Madrid. La seva posició natural és la d'escorta, tot i que per les seves característiques ha jugat a vegades de base. Mesura 1,85 metres i té el malnom de "Sweet Lou" des del seu pas per la Universitat de Michigan. És un jugador ràpid i amb un gran canyell, que en fa un gran tirador de triples.

## Biografia
Va començar a la Laurel Baptist Academy a Maryland i amb 19 anys va entrar a la Universitat de Michigan, on va romandre durant 4 anys. Entre els seus rècords figuren ser el segon jugador en anotació de la seva conferència el 1998 (després de Quincy Lewis), anotar en aquesta temporada quatre vegades 30 o més punts, i ser nominat en el segon equip All Big 10. Amb una mitjana de 16,85 punts, 3,3 rebots i 2,2 assistències, va ser elegit en segona ronda amb el número 42 pels Minnesota Timberwolves al Draft de l'NBA del 1999. Posteriorment els seus drets van ser traspassats a Orlando Magic.
Així i tot, mai va arribar a jugar a la lliga nord-americana. El desembre de 1999 dona el salt a Europa i fitxa pel Muller Verona, substituint n'Artie Griffin. L'abril de 2001 és tallat de l'equip, passant a jugar la temporada 01/02 amb l'Addeco Milan. En la seva època a Itàlia Bullock va fer una mitjana de 23,8 punts i 2,7 assistències.
Al maig de 2002, un cop acabada la temporada a la Lega, Unicaja Màlaga, de la Lliga ACB espanyola, el contracta per substituir Veljko Mrsic. A Màlaga coincideix amb Bozidar Maljkovic com a entrenador. Disputa els playoffs amb l'equip malagueny, aconseguint arribar a la final i proclamar-se subcampió. Juga durant dos anys per a l'equip andalús, amb una mitjana en aquest temps de 16,3 punts i 2,2 assistències per partit.
L'estiu de 2004 Boza Maljkovic és contractat pel Reial Madrid i s'emporta a l'equip blanc en Bullock i el també caixista Mous Sonko. En el seu primer any a l'equip blanc aconsegueix proclamar-se campió de lliga en una final d'infart contra el TAU Vitòria, en la qual el conjunt madridista va remuntar vuit punts de desavantatge en l'últim minut del partit final. Bullock va ser nomenat MVP de la final, i amb el seu equip va ser subcampió de la Copa del Rei i de la Supercopa d'Espanya.
El seu segon any en el Reial Madrid no va ser tan bo. L'equip no arriba als objectius marcats, quedant sisè en la lliga regular i sent eliminat en la primera ronda dels playoffs. A més per la seva mala campanya no aconsegueix classificar-se per l'Eurolliga l'any següent. Boza Maljkovic és destituït a final de temporada, sent substituït pel segon entrenador, Joan Plaza.
En la seva tercera temporada a l'equip blanc tornen els èxits per Bullock. Es proclama amb el Reial Madrid campió de la Copa ULEB, cosa que li assegura una plaça a l'Eurolliga per a l'any següent. L'equip a més lidera la lliga regular durant la major part de l'any, quedant-hi finalment en segon lloc, i en els PlayOffs pel títol, va aconseguir la seva segona Lliga ACB després de guanyar la final davant el Winterthur Barcelona. També queda subcampió de la Copa del Rei després de perdre la final contra el Winterthur Barcelona.
Bullock mai ha estat internacional absolut amb els Estats Units tot i que si ho ha estat amb la selecció sub-22. Tot i així, s'ha consagrat com un dels millors escortes a Europa, demostrant la seva qualitat en tots els equips pels quals ha passat. Al Madrid era el segon capità de l'equip i la principal referència en atac, gràcies al seu encert en els triples i a la seva rapidesa i efectivitat en l'entrada a cistella. A més, vol jugar a la selecció espanyola absoluta i té dues filles, una nascuda a Màlaga i l'altra a Madrid.
El 29 de desembre de 2009 Bullock, en el derbi madrileny de l'ACB, va encistellar el seu triple número 650 a la Lliga.
El 6 d'agost de 2010 mitjançant una carta a l'agència Europa Press, mostra el seu agraïment i s'acomiada del Reial Madrid, per fitxar l'endemà pel també equip de l'ACB Cajasol Sevilla on signa un contracte que el vincula per una temporada amb aquest club. L'abril de 2012, va fitxar per l'Asefa Estudiantes, fins a final de temporada.

## Trajectòria

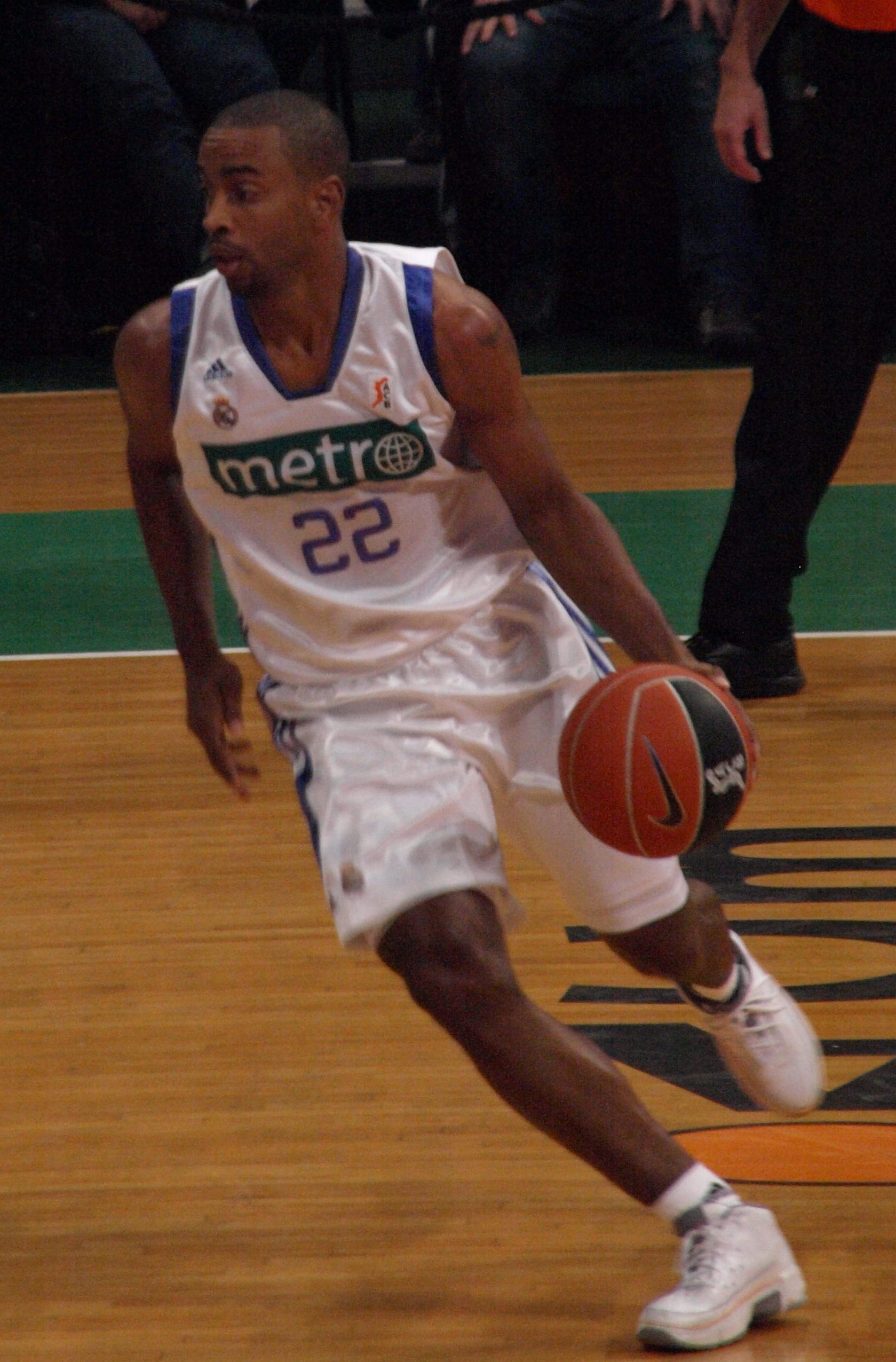
Louis Bullock en plena acció en el partit que va enfrontar el Reial Madrid amb el DKV Joventut el novembre de 2008 al pavelló Olímpic de Badalona de la primera volta de la fase regular de l'ACB.

- Muller Verona (LEGA, Itàlia): 1999-2001.
- Adecco Milà (LEGA, Itàlia): 2001-2002.
- Club Baloncesto Málaga (ACB, Espanya): 2002-2004.
- Reial Madrid (ACB, Espanya): 2004-2010.
- Cajasol Sevilla (ACB, Espanya):2010-2011.
- Estudiantes (ACB, Espanya):2012-

## Palmarès
- 1 Medalla d'Or amb la selecció estatunidenca sub-22 en el Campionat Panamericà de la categoria, el 1996
- 2 Lligues ACB amb el Reial Madrid el 2005 i 2007
- 1 Copa ULEB amb el Reial Madrid el 2007
- 1 subcampionat de la Lliga ACB amb l'Unicaja el 2002
- 3 subcampionats de la Copa del Rei amb el Reial Madrid el 2005, 2007 i 2010
- 2 subcampionats de la Supercopa d'Espanya amb el Reial Madrid el 2005, 2009

## Distincions individuals
- Màxim anotador de la LEGA el 2002 amb 696 punts (24,9 per partit) a l'Addeco Milan.
- Màxim triplista de la Lliga ACB el 2004 amb 95 triples convertits (2,88 per partit) a Unicaja.
- Participant de l'ACB All Star el 2003.
- 6 vegades Jugador de la Setmana a la Lliga ACB: 2 a 03/04 amb Unicaja (jornades 13 i 23) i 4 amb el Reial Madrid (jornada 12 de 04/05, jornada 2 de 05/06 i jornades 6 i 12 de 06/07).
- MVP la final de la Lliga ACB 2005 amb el Reial Madrid.
- Campió del concurs de triples de l'All Star ACB el 2004, 2006 i 2008
- Campió del concurs de triples del McDonald's All-American en 1995.